# Fidelio, l'odyssée d'Alice
Pour plus de détails, voir Fiche technique et Distribution.
Fidelio, l'odyssée d'Alice est une comédie dramatique française réalisée par Lucie Borleteau, sortie en 2014.
Au Festival de Cinéma Européen des Arcs en 2014, le film a gagné le Prix de la Presse,.

## Synopsis
Alice est embauchée comme seconde mécanicienne sur un navire de commerce. Elle quitte momentanément Félix, son compagnon, pour un mandat de quelques mois en mer. Peu après le départ, elle fait deux découvertes troublantes : son prédécesseur est mort en mer et a laissé un carnet où il raconte en détail le quotidien de l'équipage ; et le bateau est commandé par Gael, premier grand amour d'Alice. Au fil de la navigation, alors que la communication avec Félix resté à terre n'est pas toujours possible, Alice se trouve confrontée à des dilemmes professionnels et amoureux.

## Fiche technique
- Titre : Fidelio, l'odyssée d'Alice
- Réalisation : Lucie Borleteau
- Scénario : Lucie Borleteau, Clara Bourreau et Mathilde Boisseleau
- Montage : Guy Lecorne
- Photographie : Simon Beaufils
- Musique : Thomas de Pourquery
- Producteur : Pascal Caucheteux et Marine Arrighi de Casanova
  - Coproducteur : Olivier Père
  - Producteur exécutif : Isabelle Tillou
- Sociétés de production : Why Not Productions et Apsara Films
  - Coproduction : Arte France Cinéma
- Distribution : Pyramide Distribution
- Pays d’origine :  France
- Langues : français, roumain, anglais, tagalog, norvégien
- Genre : comédie dramatique
- Durée : 95 minutes
- Dates de sortie :
  -  France : 24 décembre 2014

## Distribution
- Ariane Labed : Alice
- Melvil Poupaud : Gaël
- Anders Danielsen Lie : Felix
- Pascal Tagnati : Antoine
- Corneliu Dragomirescu : Constantin
- Jean-Louis Coulloc'h : Barbereau
- Bogdan Zamfir : Vali
- Nathanaël Maïni : Frédéric
- Laure Calamy : Nadine Legall
- Jan Privat : Patrick Legall
- Vimala Pons : la sœur de Sarah
- Moussa Coulibaly : l'agent maritime sénégalais
- Laure Giappiconi : la sœur Claire

## Musique
Sauf indication contraire ou complémentaire, les informations mentionnées dans cette section proviennent du générique de fin de l'œuvre audiovisuelle présentée ici.
- Nicu Paleru (en) - Sus Paharu'

## Conception du film
Le film est d'abord un projet de documentaire sur la marine marchande. Par la suite, Lucie Borleteau décide d'utiliser ce cadre réaliste pour narrer une fiction. Le film est tourné en pleine mer à bord d'un navire marchand manœuvré par un équipage international.

## Accueil

### Critiques de presse
Le site agrégateur de critique Allociné attribue au film une moyenne de 3,8 sur 5, sur la base de 18 critiques parues dans la presse papier et en ligne. Dans Le Monde, Noémie Luciani apprécie la réalisation : « Lucie Borleteau trouve dans cet espace fascinant, qui vibre comme un être vivant, l’occasion de redire dans le langage symbolique de l’image toute la liberté de ce personnage qui n’a que faire des vieilles conventions de différenciation des sexes ». Elle est convaincue par la prestation de l'actrice principale, Ariane Labed, et par le scénario qui aborde notamment « sans pesanteur » le thème de la solitude d'Alice parmi un équipage entièrement masculin. Dans L'Humanité, Vincent Ostria voit dans Fidelio « le premier film abouti d’une cinéaste prometteuse », dont le tournage en pleine mer apporte une « belle plus-value réaliste »à une base scénaristique « assez littéraire ». Dans le magazine Télérama, Aurélien Ferenczi salue « un premier film d'une maîtrise bluffante » et apprécie l'originalité du sujet, les personnages de cinéma qui multiplient les relations amoureuses étant encore souvent des hommes plutôt que des femmes. La revue de cinéma Positif est globalement convaincue, notamment par la réalisation mettant en avant la majesté et la mélancolie de l'océan, et n'émet de réserves que sur « certains dialogues un peu explicatifs du genre maritime ». Libération trouve le film « parfois maladroit »mais estime néanmoins qu'il « sonne juste dans sa description de l’ennui traversant le no man’s land que constitue un vieux rafiot ».

## Distinctions

### Récompenses
- Festival international du film de Locarno 2014 : Léopard pour la meilleure interprétation féminine Ariane Labed .
- Festival international du film de La Roche-sur-Yon : Mention spéciale du jury pour Ariane Labed
- Festival de cinéma européen des Arcs 2014 : Prix de la Presse[1].

### Nominations
- Festival international du film de Locarno 2014 Léopard d'or Concorso internazionale pour Fidelio, l’odyssée d’Alice
- 20e cérémonie des Prix Lumières 2015 : Meilleur espoir féminine pour Ariane Labed
- César du cinéma 2015 : 
  - Meilleur premier film
  - Meilleur espoir féminin pour Ariane Labed